# 布拉基 (默兹省)
布拉基（法語：Braquis，法語發音：[bʁaki]）是法国默兹省的一个市镇，属于凡尔登区。

## 地理
布拉基（49°9'18"N, 5°37'36"E）面积4.95 平方千米，位于法国大東部大區默兹省，该省份为法国西北部内陆省份，北与比利时接壤，西接马恩省和阿登省，南至上马恩省和孚日省，东临默尔特-摩泽尔省。
与布拉基接壤的市镇（或旧市镇、城区）包括：居桑维尔、埃讷蒙、瓦夫尔地区埃梅维尔、瓦夫尔城。

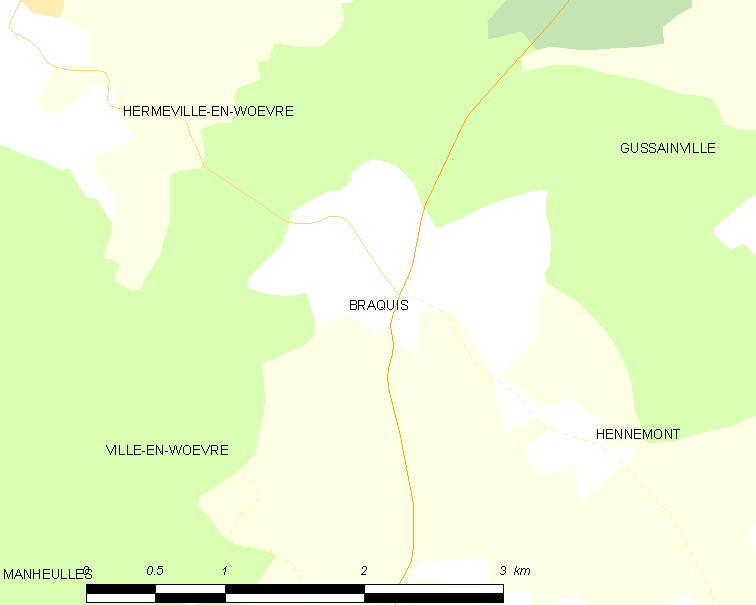
的OSM定位图

布拉基的时区为UTC+01:00、UTC+02:00（夏令时）。

## 行政
布拉基的邮政编码为55400，INSEE市镇编码为55072。

## 政治
布拉基所属的省级选区为埃坦县。

## 人口

1962-2008年间人口变化图示

布拉基于2022年1月1日时的人口数量为104人。